# Peter Gwargis
Peter Gwargis, né le 4 septembre 2000 à Sydney en Australie, est un footballeur international irakien qui évolue au poste d'ailier gauche au Dohuk SC.

## Biographie

### En club
Né à Sydney en Australie et de parents irakiens, Peter Gwargis est élevé en Suède, qu'il rejoint à l'âge de trois ans.
Le 21 décembre 2017, est annoncé le transfert de Peter Gwargis au Jönköpings Södra IF pour la saison prochaine.
Le 9 août 2018, Gwargis signe en faveur de Brighton & Hove,. Il joue son premier match avec l'équipe première de Brighton le 25 septembre 2019, contre Aston Villa lors d'une rencontre de coupe de la Ligue. Il est titularisé et délivre une passe décisive ce jour-là mais son équipe s'incline (1-3).
En juin 2021, est annoncé le transfert de Peter Gwargis au Malmö FF, signant un contrat courant jusqu'en 2024,.
Il devient champion de Suède en 2021.
Le 28 février 2022, Gwargis fait son retour au Jönköpings Södra IF, sous la forme d'un prêt d'une saison.

### En sélection nationale
En sélection, Peter Gwargis représente la Suède. Il compte notamment trois matchs avec les moins de 16 ans et est sélectionné avec les moins de 20 ans.

## Palmarès
Malmö FF
- Championnat de Suède (1) :
  - Champion : 2021.